# Province cartusienne de Teutonie
Ne doit pas être confondu avec la Teutonie (en latin : regnum Teutonicorum ou regnum Teutonicum).
Pour l’ordre des Chartreux, la définition des provinces correspond à un groupe de maisons et non à un espace géographique.
La province de Picardie du Nord, en latin : Provincia Picardiae remotioris, est fondée en 1440.
Après 1474, elle est appelée province de Teutonie, latin : Provincia Teutoniae, avec les monastères chartreux d'Hérinnes-lez-Enghien (1314), Bruges (1318), Anvers (1323), Diest (1328), Gand (1328), Gramont (1329), Mont-Sainte-Gertrude (1336), Arnhem (1342), Bruges (religieuses) (1348), Liège (1357), Utrecht (1392), Amsterdam (1392) et Zierikzee (1434). Plus tard, les monastères chartreux de Bruxelles (1455), Bois-le-Duc (1466), Delft (1470), Kampen (1485) et Louvain (1491).
Au XVIe siècle, quelques religieux des maisons de la province de Teutonie, se prennent de passion pour l'étude du grec; « quiconque ne savait point le grec ne pouvait rien comprendre aux saintes Écritures ». Le chapitre général de 1542 leur fait une monition sérieuse accompagnée d'une légère pointe d'ironie : « puissent-ils ne s'écarter jamais de la simplicité cartusienne. Au lieu de perdre leur temps à de pareilles études, qu'ils s'occupent à reproduire en eux la vie de Notre Seigneur, mettant en pratique les leçons de l’Évangile, ils pénétreront dans les secrètes profondeurs de la théologie mystique, et c'est là ce que demande notre vocation  ».

## Liste des chartreuses
Par ordre de date de fondation :
- Chapelle-lès-Hérinnes 1314-1783
- Bruges 1318-1783
- Kiel (Anvers) 1323-1542 (transfert à Lierre)
- Gand 1328-1783
- Bois-St-Martin 1328-1783
- Diest 1328-1796
- Mont-Sainte-Gertrude 1331-1573
- Monichusen 1340-1585
- Cadsant 1348-1385
- Bruges (moniales) 1348-1796
- Liège 1357-1794
- Utrecht 1391-1580
- Amsterdam 1393-1578
- Zierikzee 1434-1572
- Scheut 1454-1578 (transfert à Bruxelles)
- Bruxelles 1585-1783
- Bois-le-Duc 1466-1640
- Delft 1471-1572
- Campen 1484-1580
- Louvain 1491-1783
- Lierre 1544-1783
- Anvers 1625-1783
- Nieuport 1626-1783
- Burdinne 1906-1928 (transfert à Nonenque)

## Visiteurs de Teutonie
- 1449-1457 : Henri van Loen, bachelier en théologie, fonde la pédagogie du Porc. Le 19 juillet 1441, il entre à la chartreuse de la Chapelle à Hérinnes. Il en devient le prieur en 1445. En 1449, il est nommé covisiteur de la province teutonique. Dès 1454, il commence à s’occuper de la fondation de la nouvelle chartreuse de Scheut, dont il devient en 1456 recteur et prieur, en 1458, lors de l’incorporation définitive de cette maison à l’ordre. En 1475, il demande d’être relevé de son priorat et retourne à Hérinnes comme vicaire où il meurt[3].
- 1513-1517 : Hermannus Sneeck (†1531), profès de Kiel (1504-1517) , sacristain, vicaire, recteur et prieur de Kiel, convisiteur de la province de Teutonie.
- Guillaume Bibaut de Tielt, profès de Gand, prieur de Mont-Sainte-Gertrude (1509 à 1521), visiteur[4], trente-cinquième prieur général de l’ordre, a publié des sermons et des poèmes.
- Arnoul Kerman, visiteur de la province et prieur de Hérinnes.
- ~1641 : Agathange Leclerc, prieur de la Chartreuse du Mont-Saint-André de Tournai en 1618, prieur de la chartreuse de Scheut en 1641 et visiteur de la province[5].